# Giro del Lussemburgo 2023
Il Giro del Lussemburgo 2023, ottantatreesima edizione della corsa e valevole come quarantacinquesima prova dell'UCI ProSeries 2023 categoria 2.Pro, si svolse in 5 tappe dal 20 al 24 settembre 2023 su un percorso di 709,8 km, con partenza e arrivo a Lussemburgo, nell'omonimo Paese. La vittoria fu appannaggio dello svizzero Marc Hirschi, il quale completò il percorso in 17h15'11", alla media di 41,141 km/h, precedendo lo statunitense Brandon McNulty e l'irlandese Ben Healy.
Sul traguardo di Città del Lussemburgo 98 ciclisti, su 118 partiti dalla medesima località, portarono a termine la competizione.

## Tappe
| Tappa  | Data         | Percorso                              | km    | Vincitore di tappa         | Leader cl. generale  |
| ------ | ------------ | ------------------------------------- | ----- | -------------------------- | -------------------- |
| 1ª     | 20 settembre | Lussemburgo > Lussemburgo             | 156,4 | Corbin Strong              | Corbin Strong        |
| 2ª     | 21 settembre | Mondorf-les-Bains > Mamer             | 183,9 | Jenthe Biermans            | Søren Kragh Andersen |
| 3ª     | 22 settembre | Mertert > Vianden                     | 168,4 | Ben Healy                  | Ben Healy            |
| 4ª     | 23 settembre | Pétange > Pétange (cron. individuale) | 23,9  | Victor Campenaerts         | Marc Hirschi         |
| 5ª     | 24 settembre | Mersch > Lussemburgo                  | 177,2 | Tobias Halland Johannessen | Marc Hirschi         |
| Totale | Totale       | Totale                                | 709,8 |                            |                      |

## Squadre e corridori partecipanti
Al via 20 squadre, di cui 12 UCI WorldTeam, 6 UCI ProTeam e 2 UCI Continental Team.
| N.    | Cod. | Squadra               |
| ----- | ---- | --------------------- |
| 1-6   | LTK  | Lidl-Trek             |
| 11-16 | ACT  | AG2R Citroën Team     |
| 21-26 | ADC  | Alpecin-Deceuninck    |
| 31-36 | BOH  | Bora-Hansgrohe        |
| 41-46 | COF  | Cofidis               |
| 51-56 | EFE  | EF Education-EasyPost |
| 61-66 | GFC  | Groupama-FDJ          |
| 71-76 | TJV  | Team Jumbo-Visma      |
| 81-86 | MOV  | Movistar Team         |
| 91-96 | SOQ  | Soudal Quick-Step     |

| N.      | Cod. | Squadra                  |
| ------- | ---- | ------------------------ |
| 101-106 | ARK  | Team Arkéa-Samsic        |
| 111-116 | UAD  | UAE Team Emirates        |
| 121-126 | BWB  | Bingoal WB               |
| 131-136 | IPT  | Israel-Premier Tech      |
| 141-146 | LTD  | Lotto Dstny              |
| 151-156 | TFB  | Team Flanders-Baloise    |
| 161-166 | TUD  | Tudor Pro Cycling Team   |
| 171-176 | UXT  | Uno-X Pro Cycling Team   |
| 181-186 | GLC  | Global 6 Cycling         |
| 191-196 | LTP  | Leopard TOGT Pro Cycling |

## Dettagli delle tappe

### 1ª tappa
- 20 settembre: Lussemburgo > Lussemburgo – 156,4 km

Risultati
| Pos. | Corridore            | Squadra  | Tempo    |
| ---- | -------------------- | -------- | -------- |
| 1    | Corbin Strong        | Israel   | 3h51'01" |
| 2    | Søren Kragh Andersen | Alpecin  | s.t.     |
| 3    | Alex Aranburu        | Movistar | s.t.     |

| Pos. | Corridore            | Squadra  | Tempo    |
| ---- | -------------------- | -------- | -------- |
| 1    | Corbin Strong        | Israel   | 3h50'51" |
| 2    | Søren Kragh Andersen | Alpecin  | a 4"     |
| 3    | Alex Aranburu        | Movistar | a 6"     |

### 2ª tappa
- 21 settembre: Mondorf-les-Bains > Mamer – 183,9 km

Risultati
| Pos. | Corridore            | Squadra | Tempo    |
| ---- | -------------------- | ------- | -------- |
| 1    | Jenthe Biermans      | Arkéa   | 4h31'10" |
| 2    | Søren Kragh Andersen | Alpecin | s.t.     |
| 3    | Tim van Dijke        | Jumbo   | s.t.     |

| Pos. | Corridore            | Squadra  | Tempo    |
| ---- | -------------------- | -------- | -------- |
| 1    | Søren Kragh Andersen | Alpecin  | 8h21'59" |
| 2    | Corbin Strong        | Israel   | a 2"     |
| 3    | Alex Aranburu        | Movistar | a 8"     |

### 3ª tappa
- 22 settembre: Merten > Vianden – 168,4 km

Risultati
| Pos. | Corridore    | Squadra | Tempo    |
| ---- | ------------ | ------- | -------- |
| 1    | Ben Healy    | EF      | 4h16'33" |
| 2    | Marc Hirschi | UAE     | a 15"    |
| 3    | Dylan Teuns  | Israel  | a 18"    |

| Pos. | Corridore    | Squadra | Tempo     |
| ---- | ------------ | ------- | --------- |
| 1    | Ben Healy    | EF      | 12h38'34" |
| 2    | Marc Hirschi | UAE     | a 19"     |
| 3    | Dylan Teuns  | Israel  | a 24"     |

### 4ª tappa
- 23 settembre: Pétange > Pétange – Cronometro individuale – 23,9 km

Risultati
| Pos. | Corridore          | Squadra | Tempo  |
| ---- | ------------------ | ------- | ------ |
| 1    | Victor Campenaerts | Lotto   | 28'06" |
| 2    | Brandon McNulty    | UAE     | a 1"   |
| 3    | Diego Ulissi       | UAE     | a 20"  |

| Pos. | Corridore       | Squadra | Tempo     |
| ---- | --------------- | ------- | --------- |
| 1    | Marc Hirschi    | UAE     | 13h07'26" |
| 2    | Brandon McNulty | UAE     | a 2"      |
| 3    | Ben Healy       | EF      | a 3"      |

### 5ª tappa
- 24 settembre: Mersch > Lussemburgo Limpertsberg – 177,2 km

Risultati
| Pos. | Corridore         | Squadra  | Tempo    |
| ---- | ----------------- | -------- | -------- |
| 1    | T. H. Johannessen | Uno-X    | 4h07'25" |
| 2    | Alex Aranburu     | Movistar | a 8"     |
| 3    | Franck Bonnamour  | AG2R     | s.t.     |

| Pos. | Corridore       | Squadra | Tempo     |
| ---- | --------------- | ------- | --------- |
| 1    | Marc Hirschi    | UAE     | 17h15'11" |
| 2    | Brandon McNulty | UAE     | a 3"      |
| 3    | Ben Healy       | EF      | a 5"      |

## Evoluzione delle classifiche
| Tappa              | Vincitore                  | Classifica generale Maglia gialla | Classifica a punti Maglia blu | Classifica scalatori Maglia nera | Classifica giovani Maglia bianca | Classifica a squadre |
| ------------------ | -------------------------- | --------------------------------- | ----------------------------- | -------------------------------- | -------------------------------- | -------------------- |
| 1ª                 | Corbin Strong              | Corbin Strong                     | Corbin Strong                 | Mats Wenzel                      | Corbin Strong                    | Soudal-Quick Step    |
| 2ª                 | Jenthe Biermans            | Søren Kragh Andersen              | Søren Kragh Andersen          | Mats Wenzel                      | Corbin Strong                    | Soudal-Quick Step    |
| 3ª                 | Ben Healy                  | Ben Healy                         | Søren Kragh Andersen          | Mats Wenzel                      | Ben Healy                        | UAE Team Emirates    |
| 4ª                 | Victor Campenaerts         | Marc Hirschi                      | Søren Kragh Andersen          | Mats Wenzel                      | Marc Hirschi                     | UAE Team Emirates    |
| 5ª                 | Tobias Halland Johannessen | Marc Hirschi                      | Søren Kragh Andersen          | Mats Wenzel                      | Marc Hirschi                     | UAE Team Emirates    |
| Classifiche finali | Classifiche finali         | Marc Hirschi                      | Søren Kragh Andersen          | Mats Wenzel                      | Marc Hirschi                     | UAE Team Emirates    |

Maglie indossate da altri ciclisti in caso di due o più maglie vinte
- Nella 2ª tappa Søren Kragh Andersen ha indossato la maglia blu al posto di Corbin Strong e Rick Pluimers ha indossato quella maglia bianca al posto di Corbin Strong.
- Nella 3ª tappa Jenthe Biermans ha indossato la maglia blu al posto di Søren Kragh Andersen.
- Nella 4ª tappa Marc Hirschi ha indossato la maglia bianca al posto di Ben Healy.
- Nella 5ª tappa Brandon McNulty ha indossato la maglia bianca al posto di Marc Hirschi.

## Classifiche finali

### Classifica generale - Maglia gialla
| Pos. | Corridore            | Squadra | Tempo     |
| ---- | -------------------- | ------- | --------- |
| 1    | Marc Hirschi         | UAE     | 17h15'11" |
| 2    | Brandon McNulty      | UAE     | a 3"      |
| 3    | Ben Healy            | EF      | a 5"      |
| 4    | Ilan Van Wilder      | Soudal  | a 34"     |
| 5    | Diego Ulissi         | UAE     | a 35"     |
| 6    | Søren Kragh Andersen | Alpecin | a 39"     |
| 7    | Felix Großschartner  | UAE     | s.t.      |
| 8    | Koen Bouwman         | Jumbo   | a 41"     |
| 9    | Ben O'Connor         | AG2R    | a 44"     |
| 10   | Maxim Van Gils       | Lotto   | a 57"     |

### Classifica a punti - Maglia blu
| Pos. | Corridore            | Squadra  | Punti |
| ---- | -------------------- | -------- | ----- |
| 1    | Søren Kragh Andersen | Alpecin  | 41    |
| 2    | Alex Aranburu        | Movistar | 34    |
| 3    | Marc Hirschi         | UAE      | 27    |
| 4    | Brandon McNulty      | UAE      | 25    |
| 5    | Diego Ulissi         | UAE      | 24    |

### Classifica scalatori - Maglia nera
| Pos. | Corridore        | Squadra | Punti |
| ---- | ---------------- | ------- | ----- |
| 1    | Mats Wenzel      | Leopard | 26    |
| 2    | Lennert Teugels  | Bingoal | 22    |
| 3    | Bastien Tronchon | AG2R    | 12    |
| 4    | Ben Healy        | EF      | 10    |
| 5    | Luca Van Boven   | Bingoal | 6     |

### Classifica giovani - Maglia bianca
| Pos. | Corridore       | Squadra | Tempo     |
| ---- | --------------- | ------- | --------- |
| 1    | Marc Hirschi    | UAE     | 17h15'11" |
| 2    | Brandon McNulty | UAE     | a 3"      |
| 3    | Ben Healy       | EF      | a 5"      |
| 4    | Ilan Van Wilder | Soudal  | a 34"     |
| 5    | Maxim Van Gils  | Lotto   | a 57"     |

### Classifica a squadre
| Pos. | Squadra             | Tempo     |
| ---- | ------------------- | --------- |
| 1    | UAE Team Emirates   | 51h46'15" |
| 2    | Soudal-Quick Step   | a 2'46"   |
| 3    | Jumbo-Visma         | a 3'08"   |
| 4    | AG2R Citroën Team   | a 3'45"   |
| 5    | Israel-Premier Tech | a 4'53"   |